# Glebionis segetum
Glebionis segetum (хризантема бур'янова або хризантема посівна як Chrysanthemum segetum) — вид рослин з родини айстрових (Asteraceae), поширений у Північній Африці, Європі, пд.-зх. Азії.

## Опис

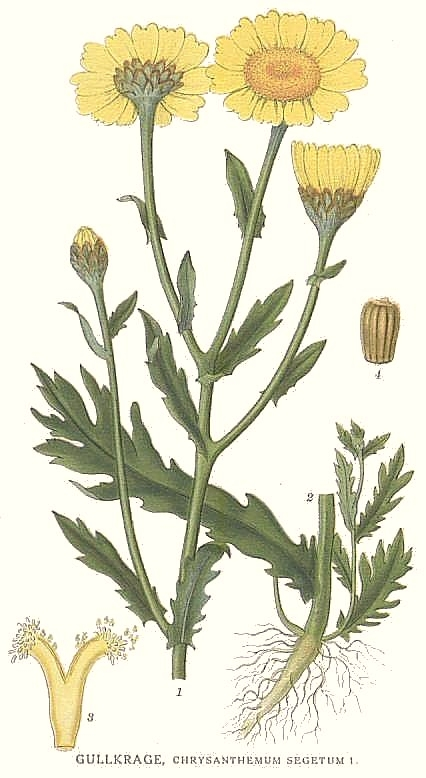

Однорічна трава, 20–60 см заввишки. Листки цілісні, нерівномірно виїмчасто-зубчасті або перисто-лопатеві; нижні — коротко-черешкові, верхні — сидячі. Сім'янки крайових язичкових квіток з 2 сильно виступаючими крилатими поздовжніми ребрами. 2n = 18.

## Поширення
Поширений у Північній Африці, присередземноморській Європі, пд.-зх. Азії; натуралізований у більшій частині Європи, в Австралії, ПАР, Азорських островах, Мадейрі, сх. і зх. США.
В Україні вид зростає уздовж доріг, на полях — в Розточчі-Опіллі (Львів, с. Голоско), Лісостепу (Вінниця, м. Лубни), рідко. Декоративна, фарбувальна рослина.